# 葉魯斯蘭河
葉魯斯蘭河是俄羅斯的河流，位於薩拉托夫州和伏爾加格勒州，屬於伏爾加河的左支流，最終注入伏爾加格勒水庫，河道全長278公里，流域面積5,570平方公里，河畔城鎮有紅庫特。